# Lago Nigeen
O Lago Nigeen (também grafado como Lago Nageen) é um lago localizado em Serinagar, Jammu e Caxemira, Índia. É levemente eutrófico, um termo que faz referência a um corpo de água rico em nutrientes, que causam o crescimento excessivo de plantas aquáticas como algas, resultando em bactérias que consomem quase todo o oxigênio.

## Etimologia
O lago Nigeen é cercado por um grande número de salgueiros e álamos. Por isso, passou a ser chamado de "nageena", que significa "a joia do anel". "Nigeen" é uma variante local da mesma palavra.

## Localização
O lago está localizado próximo ao outeiro Hari Parbat, a oeste do lago Dal. Ao norte e oeste, encontram-se as localizações de Baghwanpora e Lal Bazar, enquanto ao nordeste fica localizada Hazratbal, conhecida pelo Santuário de Hazratbal.

## Situação atual
O lago é uma grande atração turística em Serinagar, conhecido por suas águas relativamente cristalinas em comparação ao lago Dal. As casas flutuantes e shikaras são comuns. Também é utilizado para natação. O colonial Nigeen Club está situado na costa leste.[carece de fontes?]

Assim como outros corpos d'água no Vale da Caxemira, o lago sofre com invasões que estão deteriorando a qualidade da água e também aumentando o risco de inundações. O governo de Jamu e Caxemira está tomando medidas para ajudar a melhorar as condições do lago e restaurá-lo à sua condição original.